# Robert Kronfeld

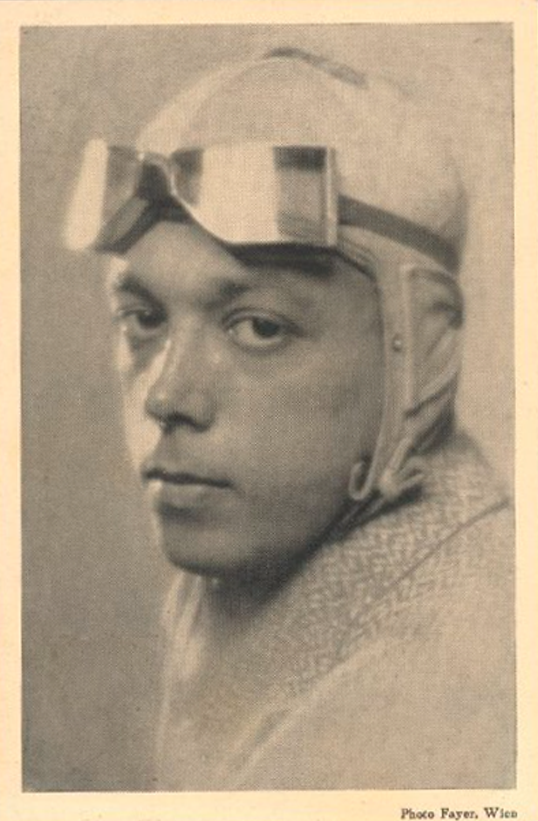
Robert Kronfeld 1933 (Fotograf Georg Fayer)

Robert Kronfeld (* 5. Mai 1904 in Wien, Österreich-Ungarn; † 12. Februar 1948 bei Lasham, Hampshire, Großbritannien) war ein österreichisch-britischer Segelflugpionier.

## Leben

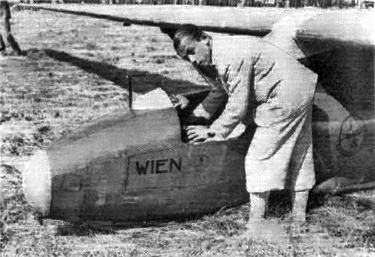
Kronfeld mit der Wien, 1931

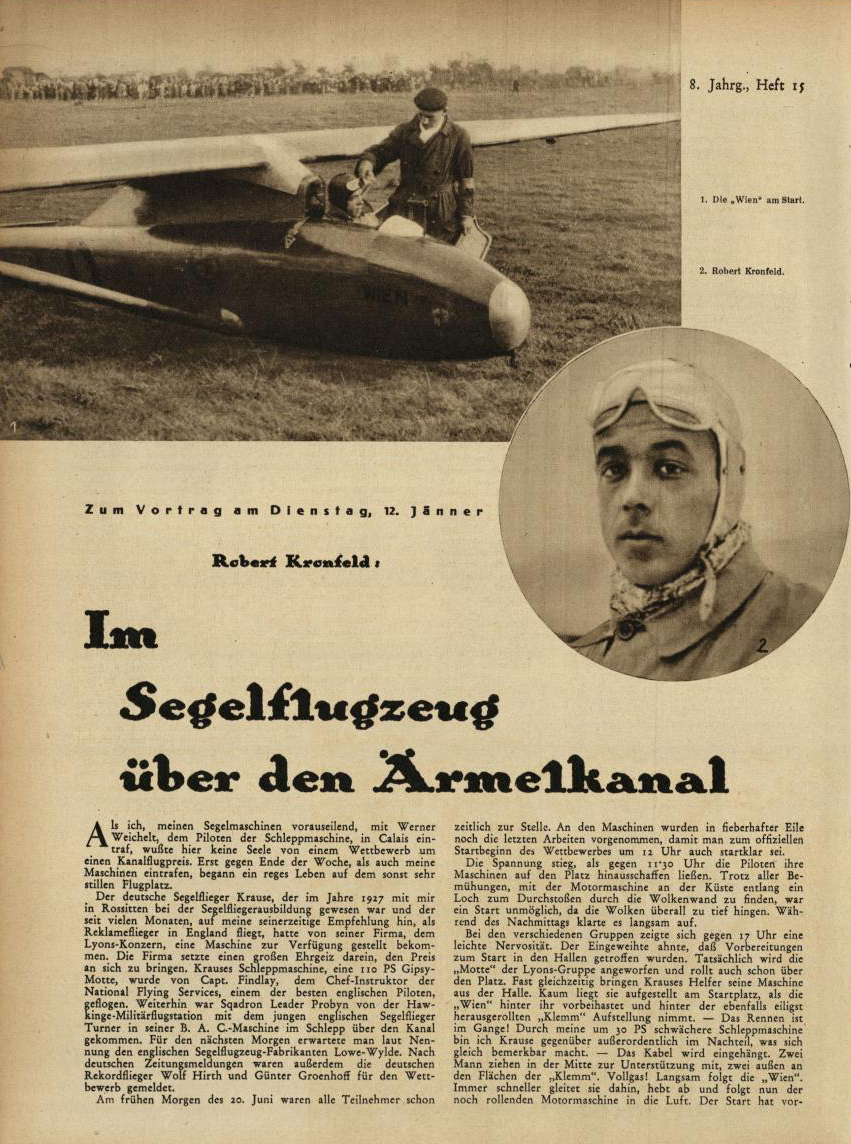
Im Segelflug über den Ärmelkanal (Radio Wien, 8. Januar 1932, S. 12)

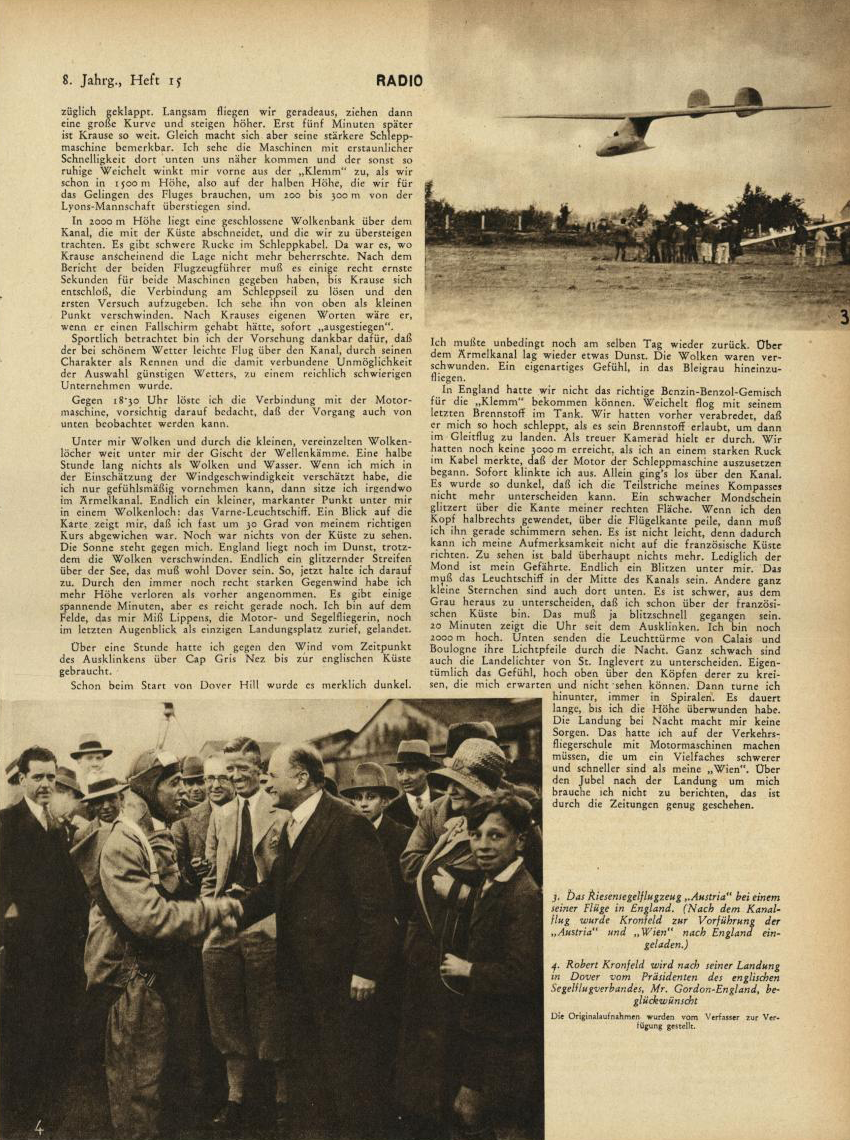
Im Segelflug über den Ärmelkanal (Radio Wien, 8. Januar 1932, S. 13)

Der Sohn des Zahnmediziners Robert Kronfeld (1874–1946) und dessen Ehefrau Hedwig geborener Deutsch († 1905; Schwester des Redakteurs Paul Deutsch) war der Neffe des Arztes und Schriftstellers Adolf Kronfeld und des Botanikers Ernst Moriz Kronfeld. Sein Bruder war der Arzt, Zahnarzt und berühmte Oralpathologe Rudolf Kronfeld (1901–1940).
Seine Taufe fand am 30. September 1908 in der evangelischen Stadtpfarre A. B. statt. Als Teil seiner jüdischen Familie, war es gängige Praxis der Eltern, über die Taufe eine Integration in die Gesellschaft zu erreichen. Mit dem aufkommenden Nationalsozialismus zerschlug sich diese Hoffnung, sein Vater schrieb zu dieser Zeit in einem Brief,

“Die Frage: Rasse und Konfession, von der so lange nicht gesprochen wurde, ist jetzt leider ans Tageslicht gezerrt worden und muß beantwortet werden. Durchaus im Einverständnis mit Bob. Seine Eltern waren Juden, er selbst kam als Jude zur Welt. Das ist die Wahrheit, und daß dafür sein Wirken in und für Deutschland, wo er jahrelang so schön und erfolgreich gearbeitet hat, derzeit fraglich, wenn nicht gar unmöglich gemacht wird, empfindet er recht schmerzlich.”

Am 8. August 1928 erflog Kronfeld beim Rhön-Segelflugwettbewerb 1928 auf Rhöngeist von Alexander Lippisch mit 7 Stunden 54 Minuten den Dauerflug-Preis.
Er erflog mit der für ihn gebauten „Wien“ erfolgreich den am 30. September 1928 von der Sonntagszeitung Grüne Post ausgeschriebenen Preis von 5.000 Reichsmark für den ersten Streckenflug über 100 km mit einem Segelflugzeug; dazu startete er am 15. Mai 1929 im Bereich Riesenbeck vom Bergeshöveder Berg und landete nach 102,2 km in Heiligenkirchen bei Detmold. Er war damit der erste Mensch, der mehr als 100 km im Segelflug zurücklegte.
In den Jahren 1929/30 erzielte er mehrere Weltrekorde, Strecken- (164,51 km) und Höhenrekorde (bis 2589 m) mit den Maschinen „Wien“ und „Austria“. Am 27. Januar 1933 flog Kronfeld mit seinem Segelflugzeug Austria II den 1. Österreichischen Postsegelflug, mit 100 Kilogramm Nutzlast, von Wien auf den Semmering-Pass.
Er entwarf die Kronfeldsche Autowinde für Flugschleppversuche, unternahm 1929 den 1. Gebirgssegelflug (Rax, Jakobskogel) und kurz darauf, am 26. Februar 1929, den ersten Segelflug vom Kahlenberg (mit Querung der Donau und Landung auf der Eisdecke des Kuchelauer Hafens). Er veranstaltete Großflugtage und überquerte als erster Segelflieger 1931 den Ärmelkanal in beiden Richtungen: Er startete am 20. Juni 1931 um 19 Uhr bei Boulogne-sur-Mer und landete beim Kastell von Dover. Von dort startete er gegen 21 Uhr desselben Tages zum Rückflug und landete wieder bei Boulogne-sur-Mer (Saint-Inglevert).
Kronfelds Lehrtätigkeit an der Verkehrsfliegerschule in Braunschweig, wurde durch die schleichende Machtergreifung der Nationalsozialisten immer mehr in Frage gestellt. Robert Kronfeld selbst war sich im klaren darüber, was ihm bevorstand, und ging nach Österreich zurück. Zum Rhön-Segelflugwettbewerb 1933 wollte Wolf Hirth ihm in fliegerischer Kameradschaft seine Maschine (er flog zu dieser Zeit seine neue Moazagotl) zur Teilnahme zur Verfügung stellen. Kronfeld lehnte ab, er wollte seine guten Freunde nicht in politische Verlegenheit bringen.
Aufgrund seiner jüdischen Herkunft emigrierte er im gleichen Jahr nach England und nahm 1939 die britische Staatsbürgerschaft an. Mitte der 1930er Jahre übernahm er die British Aircraft Company, die er ab 21. Mai 1936 als Kronfeld Ltd. weiterführte. Das bekannteste Produkt war das Leichtflugzeug Kronfeld Drone. Im Zweiten Weltkrieg stellte er sich in den Dienst der Royal Air Force, bei der er es bis zum Staffelführer (Squadron leader) im Majorsrang brachte.
Robert Kronfeld war mit Margarethe (Mancsi) geb. Jolesch (1906–1960) verheiratet und lebten gemeinsam mit ihrem Sohn Julian Robert William in London.
Am 12. Februar 1948 hob er mit einem Nurflügel-Gleiter zu einem Probeflug über Südengland ab. Das Fluggerät war noch unausgereift und kam kurz nach dem Ausklinken ins Trudeln, überschlug sich und stürzte aus 5.000 m Höhe nahe dem Ort Lasham ab. Mit an Bord war ein Beobachter, der sich mit dem Fallschirm retten konnte. Kronfeld selber starb in den Trümmern der General Aircraft GAL.56.

### Seine Segelflugzeuge
- 1928 „Rhöngeist“
- 1929 „Wien“
- 1930 „Austria“
- 1932 „Austria II“
- 1933 „Ku 7“
- 1933 „Austria III“

### Seine Segelflugmodelle als Testpilot

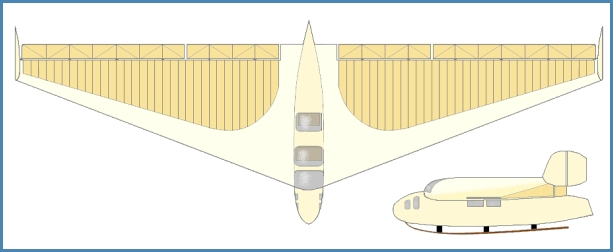
Delta I Lippisch Delta#Delta I  1930
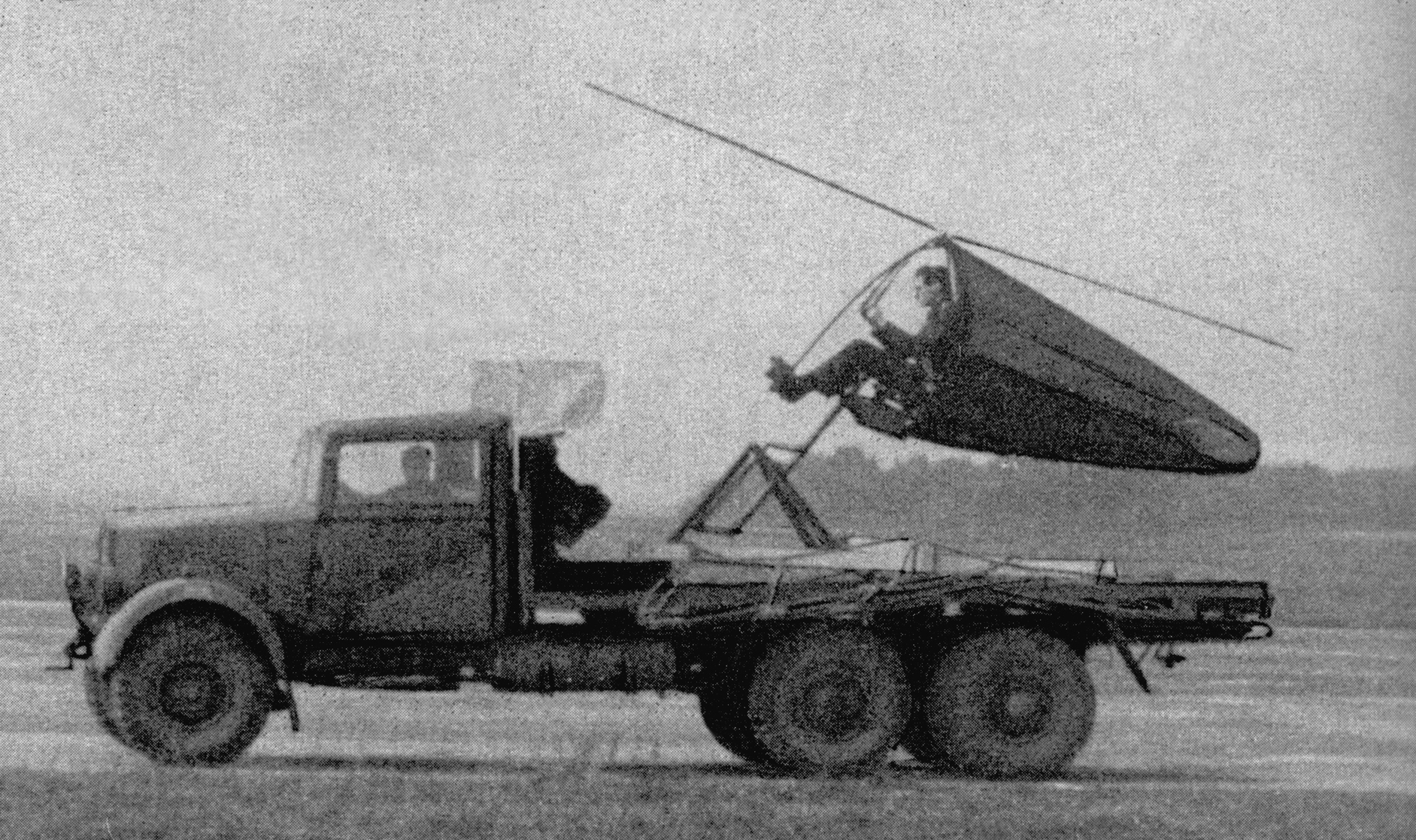
Hafner Rotachute#Erprobung 1942
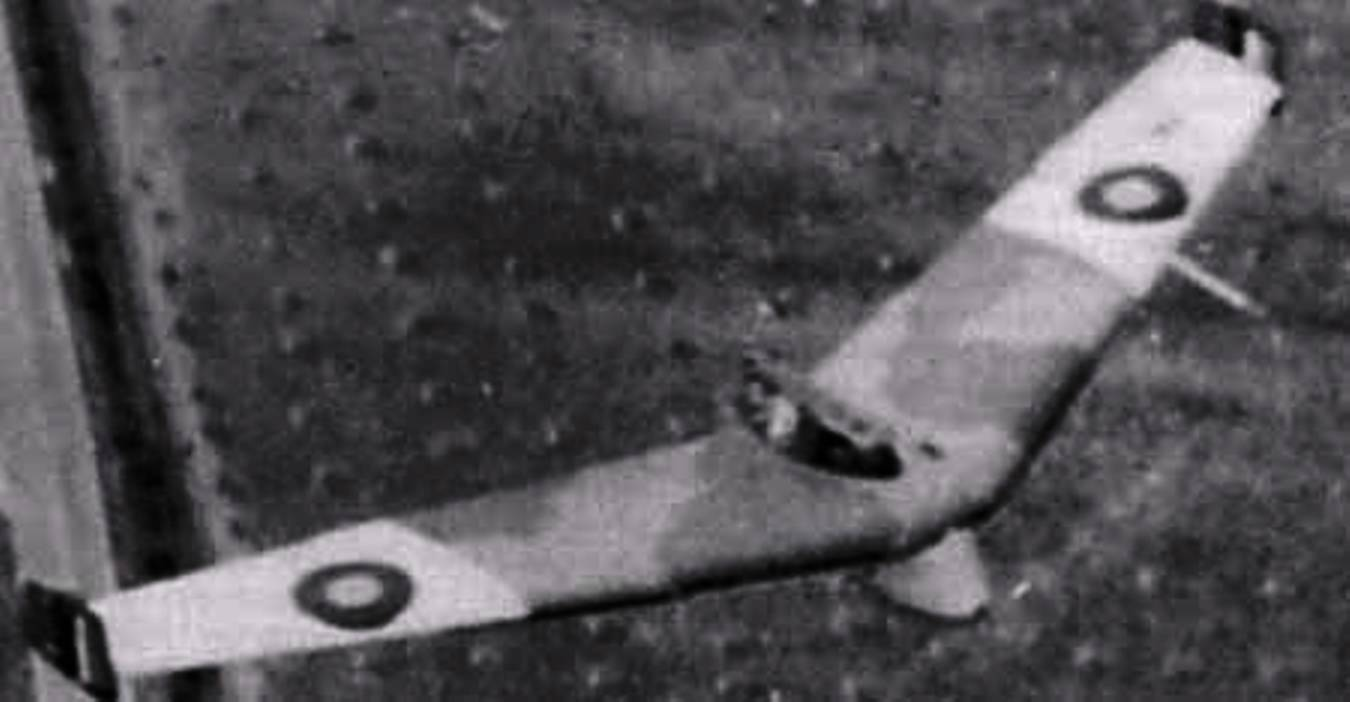
Baynes Bat#Geschichte 1943
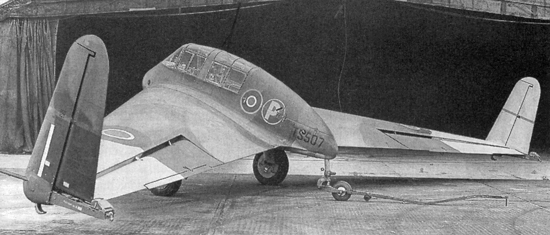
General Aircraft GAL.56#Versuchsflugzeuge 1944

## Ehrungen
- Segelflieger-Abzeichen C mit silbernem Kranz der Rhön-Rossitten-Gesellschaft[11]
- 1930 war Kronfeld Gewinner des Hindenburg-Pokals für Segelflug.
- Adlerplakette des Deutschen Reichsausschusses für Leibesübungen, nicht zu verwechseln mit dem Adlerschild des Deutschen Reiches
- Goldene Sportmedaille des Österreichischen Aero-Clubs
- 1934 Silberne Medaille der Lilienthal-Gesellschaft,  nicht zu verwechseln mit der Lilienthal-Medaille[12]
- Robert Kronfeld erhielt im Jahre 1944 von König George VI. des Vereinigten Königreichs das Luftwaffenkreuz Air Force Cross auch kurz AFC genannt. (Daily Mail, London Weekly digest · Bände 1 – 51 von 1944 Seite 11)
- In Detmold, Fulda und Oerlinghausen wurde jeweils eine Straße nach ihm benannt. Der Gemeinderat Wiens beschloss am 2. September 1959, eine Straße in Liesing (23. Bezirk) nach ihm zu benennen.
- Ihm zu Ehren wird von der Segelflugschule Oerlinghausen alljährlich der „Kronfeld-Wettbewerb“ entlang der Strecke des von ihm am 15. Mai 1929 absolvierten ersten Segelfluges über mehr als 100 km ausgeschrieben.
- Zur Erinnerung an den ersten Langstrecken-Segelflug der Welt wurde vom 1990 vom Heimatverein am Hermannshöhenweg in der Nähe von Riesenbeck ein Gedenkstein aufgestellt.
- Am Landeort auf dem Königsberg bei Detmold befindet sich (GPS 51° 55' N, 8° 53' E) seit 1997 ein Gedenkstein auf dem Gelände des LWL-Freilichtmuseums.

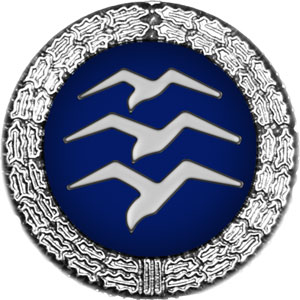
Segelflieger-Abzeichen C mit silbernem Kranz
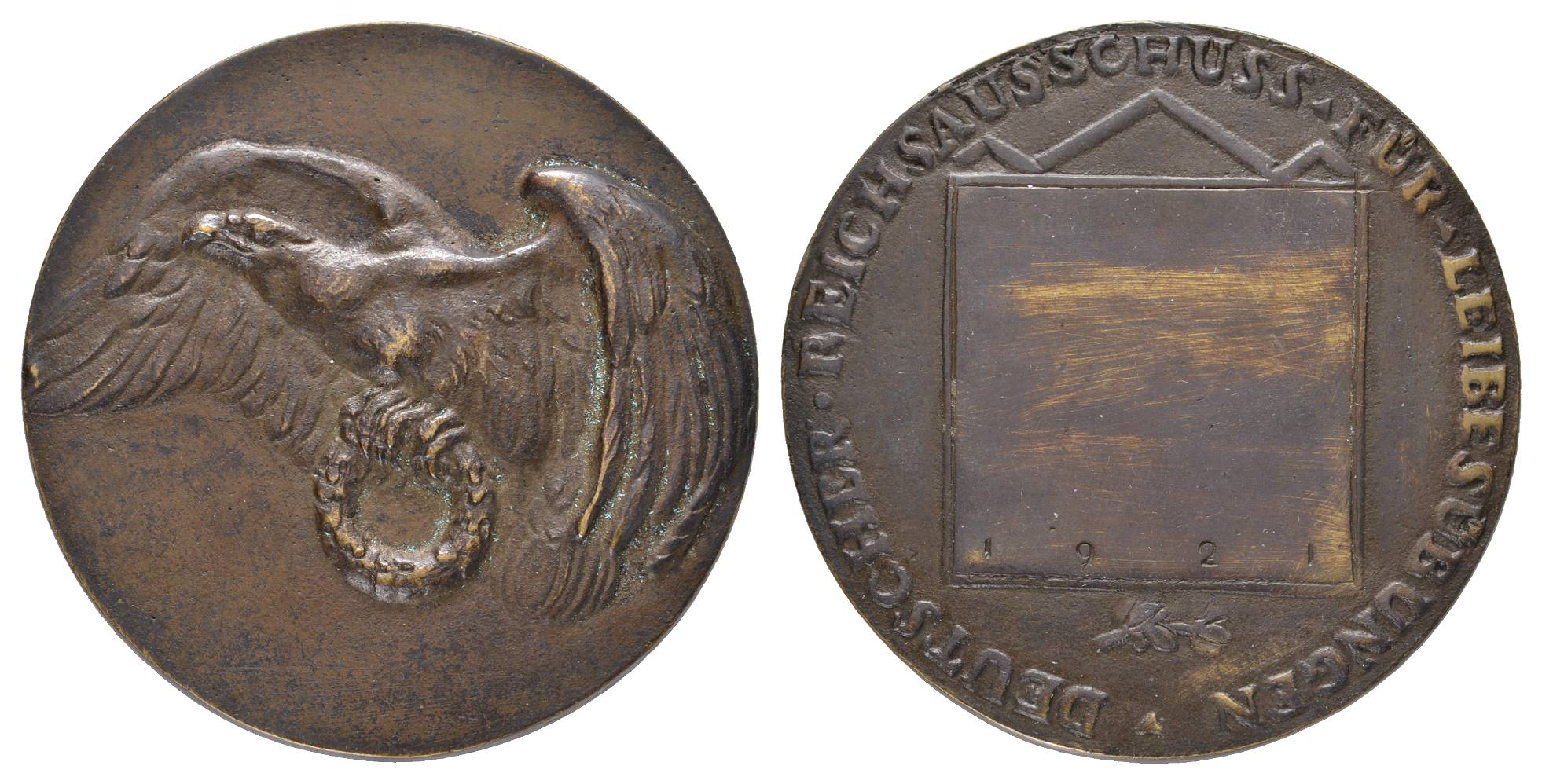
Adlerplakette des Deutschen Reichsausschusses für Leibesübungen 1921 (199396q00)
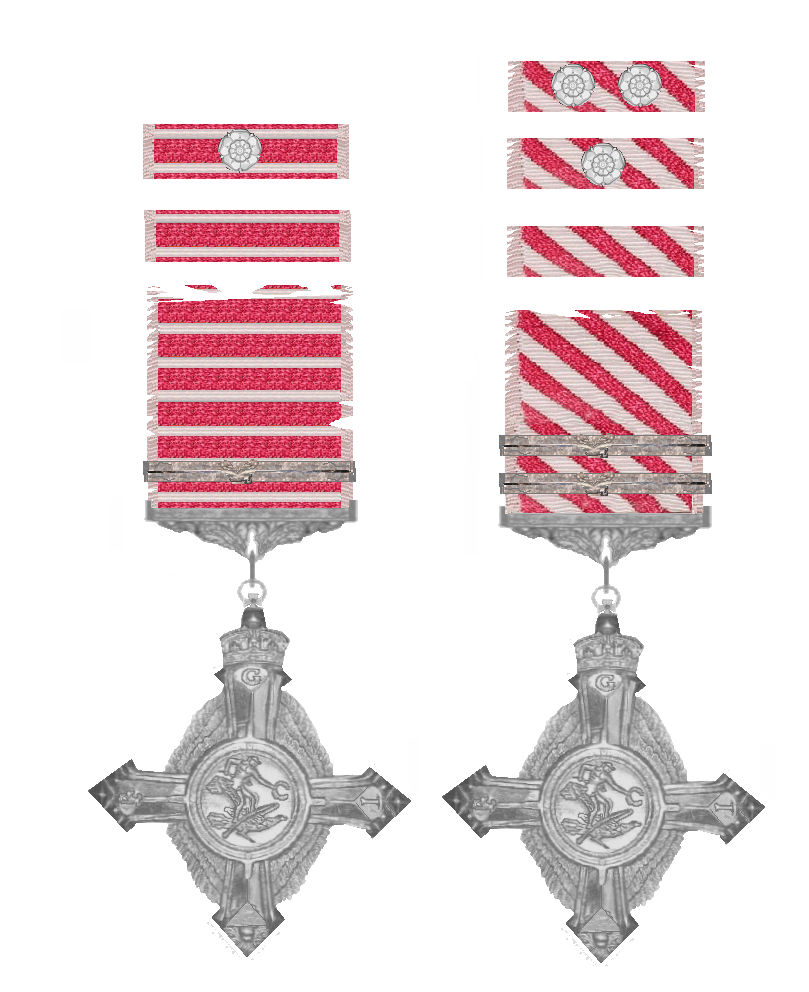
Air Force Cross (Vereinigtes Königreich) 1919 mit Balken und ab 1921 mit zwei Balken
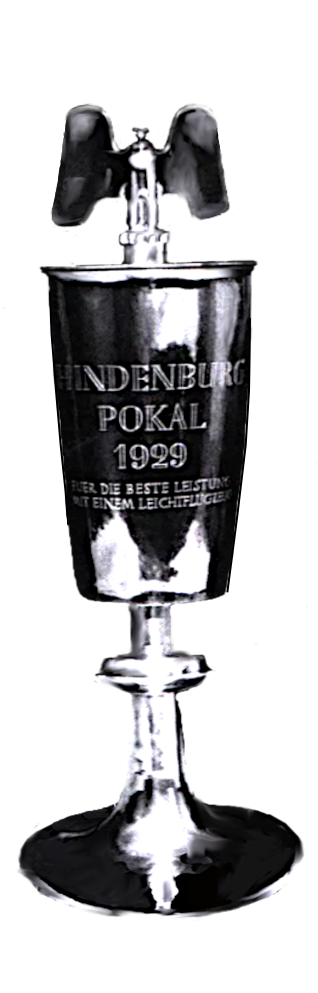
Hindenburg-Pokal 1930
Gedenkstein anlässlich Kronfelds 100-km-Flug
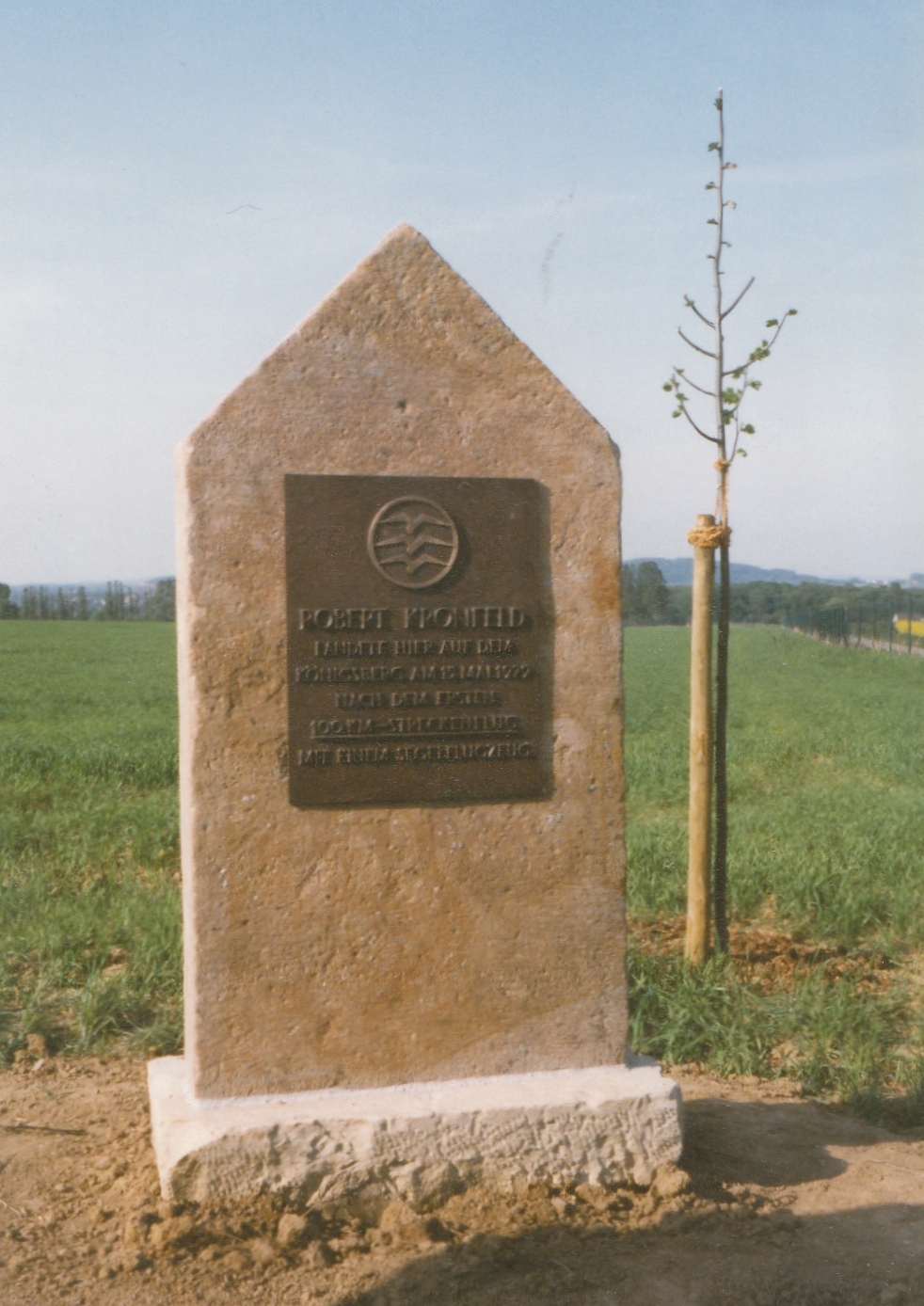
Kronfeld-Gedenkstein bei Detmold
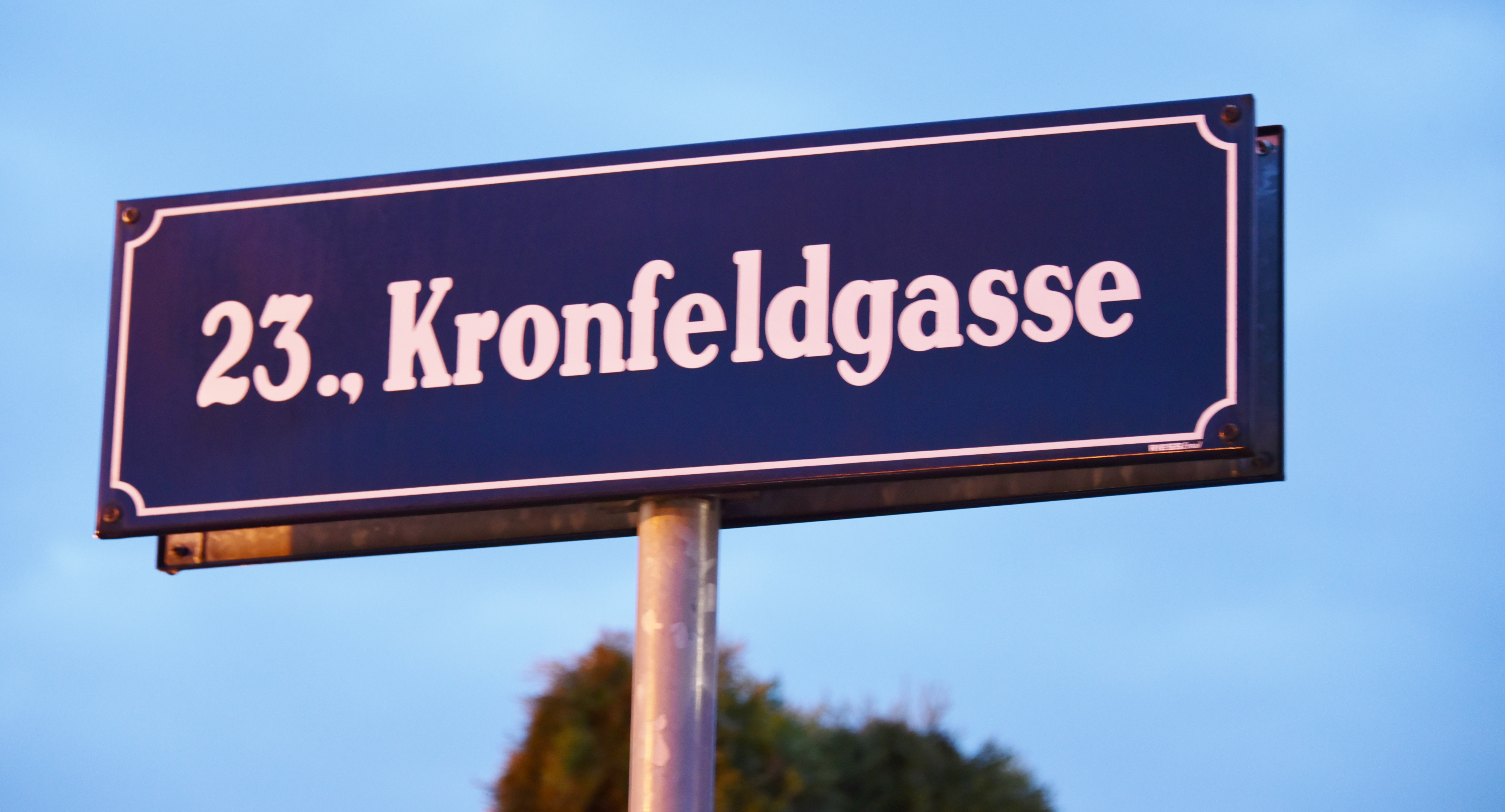
Kronfeldgasse in Wien